# 细胞内钙传感蛋白
细胞内钙传感蛋白（英語：Intracellular calcium-sensing proteins）是一类作用于第二信使系统的蛋白质。
例子包括：
- 钙调蛋白
- 钙联结蛋白（英语：Calnexin）
- 钙网蛋白（英语：Calreticulin）
- 凝溶胶蛋白